# Coccidiphaga augusta
Coccidiphaga augusta är en fjärilsart som beskrevs av Achille Guenée 1863. Coccidiphaga augusta ingår i släktet Coccidiphaga och familjen nattflyn. Inga underarter finns listade i Catalogue of Life.